# Síndrome da Guerra do Golfo

Representação da ofensiva Operação Tempestade no Deserto, entre 24 e 28 de fevereiro de 1991, por nacionalidade (clique para ampliar)

Síndrome da Guerra do Golfo é uma doença que atinge veteranos da Guerra do Golfo de 1991, bem como civis que estiveram perto das áreas de conflito ou das demolições de depósitos de armas químicas. Caracteriza-se por uma vasta gama de sintomas crônicos e agudos, notadamente danos ao sistema imune e malformações congênitas. Nem sempre foi claro se os sintomas estavam relacionados com os serviços prestados na guerra ou se a ocorrência de determinadas doenças é comparável à de populações comuns.
A síndrome é causada pela exposição a substâncias químicas tóxicas. Várias delas foram investigadas, incluindo o brometo de piridostigmina (um antídoto contra gases nervosos), pesticidas organofosforados, armas químicas e urânio empobrecido. Foram descartados como possíveis causas da síndrome o stress pós-traumático, a vacina contra Antrax, que continha o adjuvante esqualeno e a fumaça proveniente dos incêndios nos campos de petróleo do Kuwait. O uso das pílulas do antídoto, ministradas para proteger as tropas de agentes nervosos, e de repelente de insetos parecem ser as causas mais prováveis.
Desde o final da Guerra do Golfo, o United States Veteran Administration e British Ministry of Defense têm realizado inúmeros estudos sobre os veteranos de guerra. Os últimos estudos têm determinado que, enquanto a saúde física dos veteranos enviados à Guerra do Golfo é semelhante ao de veteranos não-enviados, há um aumento de quatro das 12 condições médicas relatadas sobre a guerra (fibromialgia, síndrome de fadiga crónica, eczema, e dispepsia). Também concluiu que, embora a mortalidade tenha sido significativamente maior em veteranos implantados, a maior parte do aumento deveu-se a acidentes automobilísticos.

## Sintomas
Os sintomas atribuídos a esta síndrome, incluem: fadiga crónica, perda de controle muscular, dores de cabeça, tonturas e perda de equilíbrio, problemas de memória, dores nas articulações e músculos, indigestão, problemas de pele, falta de ar, e até mesmo da resistência à insulina. Mortes por câncer cerebral, esclerose lateral amiotrófica (vulgarmente conhecida como doença de Lou Gehrig) e fibromialgia são agora reconhecidos pela Defesa dos Assuntos de Veteranos como potencialmente ligados ao serviço durante a Guerra do Golfo.
Cerca de 30 por cento dos 700 mil militares estadunidenses e mulheres presentes na guerra  têm registro no banco de dados da Guerra do Golfo, criado pela American Legion. Alguns continuam sofrendo uma desconcertante variedade de sintomas. As tabelas abaixo se aplicam somente a coligação forças envolvidas na guerra. Uma vez que cada nação e seus soldados geralmente servia em diferentes regiões geográficas, epidemiologistas estão utilizando estas estatísticas para correlacionar efeitos da exposição a diferentes causas suspeitas.
Estados Unidos e Reino Unido, com as maiores taxas da doença, se distinguem de outras nações com as maiores taxas de utilização de pesticidas, uso de vacinas contra antraz, e um pouco mais elevadas taxas de exposição ao fumo. A França, possivelmente com as mais baixas taxas de doença, tinham menores taxas de utilização de pesticidas, e não havia uso de vacinas contra antraz.
Excesso de prevalência de sintomas gerais
Sintomas:
| Sintoma              | Estados Unidos | Reino Unido | Austrália | Dinamarca |
| -------------------- | -------------- | ----------- | --------- | --------- |
| Fadiga               | 23%            | 23%         | 10%       | 16%       |
| Cefaleias            | 17%            | 18%         | 7%        | 13%       |
| Problemas de memória | 32%            | 28%         | 12%       | 23%       |
| Dor muscular         | 18%            | 17%         | 5%        | <2%       |
| Diarreia             | 16%            |             | 9%        | 13%       |
| Dispepsia/indigestão | 12%            |             | 5%        | 9%        |
| Problemas de pele    | 16%            |             | 8%        | 12%       |
| Falta de ar          | 13%            |             | 9%        | 11%       |

Condições:
| Condição                     | Estados Unidos | Reino Unido | Canadá  | Austrália |
| ---------------------------- | -------------- | ----------- | ------- | --------- |
| Condições de pele            | 20-21%         | 21%         | 4-7%    | 4%        |
| Problemas nas articulações   | 6-11%          | 10%         | (-1)-3% | 2%        |
| Problemas Gastro-Intestinais | 15%            |             | 5-7%    | 1%        |
| Problemas respiratórios      | 4-7%           | 2%          | 2-5%    | 1%        |
| Fadiga crónica               | 1-4%           | 3%          |         | 0%        |
| Stress pós-traumático        | 2-6%           | 9%          | 6%      | 3%        |
| Multisintomas crónicos       | 13-25%         | 26%         |         |           |